# Danijel Jusup
Danijel Jusup (Zara, 8 settembre 1961) è un allenatore di pallacanestro croato.

## Carriera
Jusup ha iniziato la sua carriera sportiva nello Zadar, prima come giocatore, poi come allenatore. Nel 1992, all'età di 31 anni divenne il capo allenatore dello Zadar che giocò nel campionato croato e nell'Euroleague. In totale ha trascorso sette anni nella sua città natale del club durante il quale ha vinto due Coppe di Croazia (1998, 2003), il campionato Adriatico (2003) e ha giocato le finali delle croato League tre volte (1998, 1999 e 2002). La sua prima posizione internazionale fu come capo allenatore della prima divisione polacca Anwil Wloclawek con cui ha partecipato alla Coppa Saporta. Ha inoltre partecipato a un altro concorso europeo di secondo livello, ULEB Cup, con lo Zadar. Nel luglio 2005 ha firmato con la tedesca Telekom Baskets Bonn, ma dopo soli sei mesi ha rescisso il contratto. Nel corso della stagione 2008-09 ha guidato la RussiaLokomotiv Rostov.
Nel gennaio 2010 ha guidato il bosniaco HKK Široki soltanto per una settimana prima di tornare nello Zadar per la quarta volta. Nell'estate del 2012 si firma per Zagabria per la seconda volta.
Oltre a Zadar e Zagabria, ha allenato Benston Zagabria e Spalato della Croazia League ed è stato nominato allenatore croato dell'anno per due volte (1998, 2003).

## Palmarès

### Allenatore
- Lega Adriatica: 1

Zara: 2002-03
- Coppa di Croazia: 2

Zara: 2020, 2024
- Campionato croato: 3

Zara: 2022-23, 2023-24, 2024-25

### Individuale
- ABA Liga Coach of the Year: 1

Zara: 2023-24